# Aliaksandr Kavalenka
Aliaksandr Kavalenka   (Babruisk, 8 de maig de 1963) és un atleta belarús, ja retirat, especialista en triple salt, que va competir durant les dècades de 1980 i 1990.
El 1988 va prendre part en els Jocs Olímpics d'Estiu de Seül, on guanyà la medalla de bronze en la prova del triple salt del programa d'atletisme. Quatre anys més tard, als Jocs de Barcelona, com a membre de l'Equip Unificat, fou setè en la mateixa prova.
En el seu palmarès també destaquen els campionats soviètics de triple salt de 1986 a 1988 i el de la Comunitat d'Estats Independents de 1992. Amb la caiguda de la Unió Soviètica es va retirar, passant a treballar d'entrenador d'atletisme a Belarús, Letònia i Noruega.

## Millors marques
- Triple salt. 17,77m (1987)[2]